# Eisblume
Eisblume é uma banda de pop rock alemã cuja estréia do álbum foi no Top Five com o single "Eisblumen" em 2009.

## Membros
- Sotiria "Ria" Schenk - vocal
- Golo Schultz - tecladista
- Philipp Schardt - baixista
- Philipp Schadebrodt - baterista
- Christoph Hessler - guitarrista

## Discografia

### Álbuns
- 2009: Unter dem Eis
- 2012: Ewig

### EPs
- 2008: Unter dem Eis

### Singles
- 2009: Eisblumen
- 2009: Leben ist schön
- 2009: Louise
- 2012: Für Immer